# رابطة اللاعبين المحترفين
رابطة اللاعبين المحترفين (بالإنجليزية: Professional Footballers' Association) وتعرف إختصاراً بـ بي أف أي (بالإنجليزية: PFA)، هي رابطة عمالية تهتم بشؤن لاعبي كرة القدم المحترفين في إنجلترا وويلز. تعتبر رابطة اللاعبين المحترفين أقدم نقابة رياضية، فقد تأسست في 2 ديسمبر 1907.
تمثل الرابطة أكثر من 4 ألف لاعب محترف في الدولتين. فأهداف الجمعية تتمثل في حماية وتحسين الشروط والتفاوض على حقوق وحالة العقود المبرمة بين الأندية مع اللاعبين المحترفين في إنجلترا وويلز.

## التاريخ

### اتحاد اللاعبين

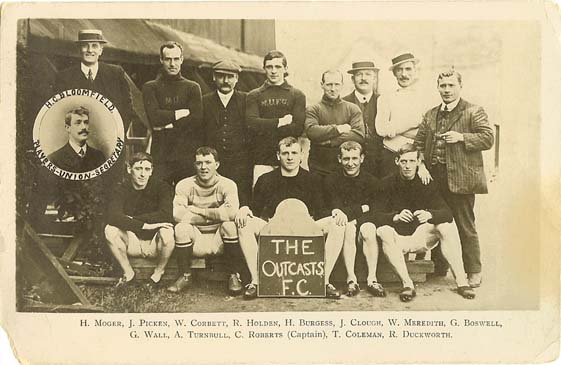
صورة "Outcasts FC" تم التقاطها قبل موسم 1909-10.

تأسست رابطة لاعبي كرة القدم المحترفين في الثاني من ديسمبر عام 1907 باعتبارها اتحاد لاعبي ومدربي كرة القدم (AFPTU؛ يشار إليها عادة في ذلك الوقت باسم اتحاد اللاعبين). في ذلك التاريخ، دعا تشارلي روبرتس وبيلي ميريديث (اللذان كانا مشاركين في اتحاد لاعبي كرة القدم)، وكلاهما من مانشستر يونايتد، إلى عقد اتحاد اللاعبين في فندق إمبريال بمانشستر.
كانت هذه المحاولة الثانية لتنظيم اتحاد للاعبي كرة القدم المحترفين في إنجلترا، بعد حل اتحاد لاعبي كرة القدم (AFU)، الذي تأسس في عام 1898، في عام 1901. وقد فشل اتحاد لاعبي كرة القدم في تحقيق أهدافه المتمثلة في تخفيف القيود المفروضة على انتقال اللاعبين من نادٍ إلى آخر في دوري كرة القدم ومنع إدخال حد أقصى للأجور قدره 4 جنيهات إسترلينية في الأسبوع للاعبين في دوري كرة القدم.
ومثل اتحاد لاعبي كرة القدم من قبله، كان اتحاد اللاعبين يعتزم تحدي الحد الأقصى للأجور والقيود المفروضة على الانتقالات، في شكل نظام "الاحتفاظ والنقل".

### هجوم إضراب مهدَّد في عام 1909
عندما أوضح اتحاد اللاعبين أهدافه في عام 1909، سحب اتحاد كرة القدم اعترافه بالاتحاد، الذي كان يسعى في ذلك الوقت للانضمام إلى الاتحاد العام لنقابات العمال في المملكة المتحدة ("GFTU").
وردًا على ذلك، هدد الاتحاد بالإضراب. بدوره، حظر اتحاد كرة القدم اللاعبين المنتسبين إلى اتحاد لاعبي كرة القدم المحترفين قبل بداية موسم 1909-10. وشهد الحظر سقوط عضوية الاتحاد. ومع ذلك، رفض لاعبو مانشستر يونايتد التخلي عن عضويتهم. ولجأت أندية الدوري إلى لاعبين هواة لاستبدال اللاعبين الذين تم حظرهم، لكن مانشستر يونايتد لم يتمكن من العثور على عدد كافٍ من البدلاء، مما يعرضهم لخطر إلغاء مباراتهم الافتتاحية على أرضهم أمام برادفورد سيتي. أطلق على لاعبي مانشستر يونايتد اسم "Outcasts FC".
تحول الموقف لصالح الاتحاد عندما خرج تيم كولمان من نادي إيفرتون لدعم الاتحاد. وأعاد تدخل كولمان إحياء الدعم للاتحاد، الذي استعاد قوته العددية. وتم التوصل إلى اتفاق بشأن الاعتراف الرسمي بالاتحاد في مقابل السماح بدفع مكافآت للاعبين لتكملة الحد الأقصى للأجور. وظل الحد الأقصى للأجور قائماً لأكثر من نصف قرن آخر.

### المعارك المستمرة مع دوري كرة القدم
شهدت فترة العشرينيات من القرن العشرين دعم الاتحاد لتحدي هربرت كينجابي ضد نظام الاحتفاظ والانتقال في المحاكم. رفع كينجابي إجراءات قانونية ضد أصحاب عمله السابقين، أستون فيلا، لمنعه من اللعب. قام اتحاد اللاعبين بتمويل الإجراءات. أدت الاستراتيجية الخاطئة لمحامي كينجابي إلى انتهاء الدعوى بشكل كارثي للاتحاد. كاد الاتحاد أن يدمر ماليًا وانخفض عدد الأعضاء بشكل كبير.
على الرغم من زيادة العضوية من 300 في عام 1915 إلى أكثر من 1000 بحلول عام 1920، إلا أن هذا لم يبشر بعصر جديد من التطرف بين القواعد. بشرت البطالة المنتشرة بانخفاض الحضور في مباريات دوري كرة القدم في وقت التزمت فيه العديد من الأندية، مرة أخرى، ببرامج تحسين أرضية باهظة الثمن على أمل أن يستمر طفرة المتفرجين بعد الحرب إلى أجل غير مسمى. تسبب هذا حتمًا في صعوبات مالية في العديد من الأندية. اعتقدت الأندية أن مشاكلها كانت بسبب أجور اللاعبين المفرطة وليس التوسع المفرط. في ربيع عام 1922، أقنعوا سلطات الدوري بفرض تخفيض تعسفي قدره جنيه إسترليني واحد على الحد الأقصى للأجور (9 جنيهات إسترلينية في الأسبوع في ذلك الوقت) وإجبار الأندية على خفض أجور اللاعبين الذين كانوا يتقاضون أقل من الحد الأقصى. أثبتت الإجراءات القانونية المدعومة من اتحاد اللاعبين هذه المرة أنه لا يمكن للأندية فرض تخفيض من جانب واحد على أجور اللاعبين المتعاقد عليها.
بين عامي 1946 و1957 كان رئيس الاتحاد هو قائد بورتسموث السابق جيمي جوثري. يوثق كتابه Soccer Rebel، الذي نُشر عام 1976، رئاسته ونضال الاتحاد لتحسين وضع لاعبي كرة القدم المحترفين في السنوات التي سبقت إلغاء الحد الأقصى للأجور.
في عام 1955، انضم الاتحاد إلى مؤتمر نقابات العمال (TUC).

### التحديث
في عام 1956، أصبح جيمي هيل سكرتيرًا لاتحاد اللاعبين. وسرعان ما غيّر اسم الاتحاد إلى رابطة لاعبي كرة القدم المحترفين (PFA)، مغيرًا صورة العمال إلى صورة تتوافق مع الموجة الجديدة من الممثلين والفنانين من الطبقة العاملة.
في عام 1957، أصبح جيمي هيل رئيسًا لاتحاد اللاعبين المحترفين وقاد حملة لإلغاء الحد الأقصى للأجور في دوري كرة القدم والذي يبلغ 20 جنيهًا إسترلينيًا، وهو ما حققه في يناير 1961. وأصبح زميله في فريق فولهام جوني هاينز أول لاعب يتقاضى 100 جنيه إسترليني.
كما دعمت رابطة اللاعبين المحترفين جورج إيستهام في دعواه القانونية ضد نظام الاحتفاظ والانتقال، حيث قدمت له 15000 جنيه إسترليني لدفع أتعابه القانونية. وقد أقيمت القضية ضد ناديه السابق، نيوكاسل يونايتد، في المحكمة العليا. وفي عام 1963، قضت المحكمة بأن نظام الاحتفاظ والانتقال كان قيدًا غير معقول للتجارة.
منذ عام 1960، بدأ الاتحاد في تمثيل المدربين، ولفترة من الوقت كان يُعرف باسم "رابطة لاعبي كرة القدم المحترفين والمدربين".
قرر الاتحاد التسجيل بموجب قانون العلاقات الصناعية لعام 1971، وهو الأمر الذي عارضه اتحاد نقابات العمال. ونتيجة لذلك، انسحب من اتحاد نقابات العمال في عام 1973، ثم عاد للانضمام إليه في عام 1995.

### الجدلية الجنسية
شهد عام 2007 مرور 100 عام على تأسيس اتحاد اللاعبين، واحتفالاً بهذه الذكرى المئوية، أطلقت رابطة اللاعبين المحترفين حملة "هدف واحد مليون". وتضمنت الحملة عامًا كاملاً من أنشطة جمع التبرعات الاحتفالية بهدف جمع مليون جنيه إسترليني لتمويل وحدة إعادة تأهيل وعلاج طبيعي للأطفال في مستشفى الأطفال الجامعي بمانشستر بالكامل. وعلى مدار العام، نظمت رابطة اللاعبين المحترفين عددًا من الفعاليات البارزة التي شملت لاعبين ومديرين حاليين وسابقين بهدف وحيد هو الوصول إلى هدف المليون جنيه إسترليني. وتضمنت الفعاليات حدثًا للجولف مخصصًا للمشاهير وأيام سباق ومبادرات تشمل مشجعين أصغر سنًا. في اليوم الذي تأسست فيه رابطة لاعبي كرة القدم المحترفين في عام 1907 – 2 ديسمبر – أقيمت مباراة بين أساطير إنجلترا – بقيادة آلان شيرر وإشراف تيري فينابلز – وأساطير العالم – بقيادة جيانفرانكو زولا وإشراف يورجن كلينسمان – وانتهت المباراة بحفل عشاء في المساء ضم مجموعة من أفضل الفنانين.
في ديسمبر من عام الذكرى المئوية، أصدرت رابطة لاعبي كرة القدم المحترفين قائمة اللاعبين المفضلين لدى الجماهير؛ وهي قائمة باللاعبين المفضلين لدى كل نادي من أندية الدوري الإنجليزي الممتاز. وفي عملية الاختيار، استطلعت رابطة لاعبي كرة القدم المحترفين آراء أنصار أندية الدوري الممتاز الحالية وبعض الأندية السابقة حول لاعبهم المفضل.

## الجوائز
في عام 1974 طرحت رابطة اللاعبين المحترفين ثلاث جوائز تعطى للاعبين الذين ساهموا بشكل كبير في مشوارهم مع أنديتهم لكل موسم كروي. وهي:
- جائزة لاعب الموسم (بالإنجليزية: PFA Players' Player of the Year): وتُعطى لأفضل لاعب في الموسم، يُحدد الفائز بناءاً على تصويت زملائه اللاعبين.
- جائزة أفضل لاعب شاب في الموسم (بالإنجليزية: PFA Young Player of the Year): وتُعطى لأفضل لاعب شاب (23 سنة أو أقل)، يُحدد الفائز بناءاً على تصويت رابطة المحترفين.
- جائزة الاستحقاق (بالإنجليزية: Merit Award): وتُعطى لأفضل لاعب ساهم وقدم مستويات ملفتة للنظر خلال مسيرته في الموسم الحالي والمواسم السابقة، يُحدد الفائز بناءاً على تصويت رابطة المحترفين.
- جائزة فريق الموسم (بالإنجليزية: PFA Team of the Year): وهي تشكيلة مثالية مُكونة من حدى عشرة لاعباً سبث وأن قدموا مستويات ملفتة للنظر في الموسم الكروي الفائت. يُحدد الفائزون بناءاً على تصويت رابطة المحترفين.

في عام 2001، طرحت رابطة اللاعبين المحترفين جائزة أخرى:
- جائزة المشجعين للاعب الموسم (بالإنجليزية: PFA Fans' Player of the Year): نظرا لاعب صوت أفضل من الموسم من قبل المشجعين.

في عام 2013 و2014 على التوالي، طرحت رابطة اللاعبين المحترفين أول جوائز مختصة بلاعبات كرة القدم:
- جائزة لاعبة الموسم (بالإنجليزية: PFA Fans' Player of the Year): وتُعطى لأفضل لاعبة في الموسم، يُحدد الفائز بناءاً على تصويت زملائها اللاعبات.[7]
- جائزة أفضل لاعبة شابة في الموسم (بالإنجليزية: PFA Fans' Player of the Year): وتُعطى لأفضل لاعبة شابة (23 سنة أو أقل)، يُحدد الفائز بناءاً على تصويت رابطة المحترفين.[8]